# Werner Krämer
Werner Krämer (23. januar 1940 – 12. februar 2010) var en tysk fodboldspiller, som der var aktiv i perioden 1963-1967, han spillede tretten kampe og scorede tre mål for det tyske fodboldlandshold.